# San shaonü
San shaonü (pinyin: Sǎn shàonǚ, literalment 'La xicona del paraigües', anglès: The Umbrella Fairy) és una pel·lícula d'animació xinesa adaptada del còmic "San shaonü meng tan", una creació de Zuo Xiaoling i Wei Ying. Està produïda per Gudong Animation, l'equip creatiu principal de Hangzhou Ludong Animation Design Co., Ltd., i s'estrenà a la Xina el dia 6 de juliol de 2024.